# Monique Bertrand
 (avril 2021).
La mise en forme du texte ne suit pas les recommandations de Wikipédia : il faut le « wikifier ».
Les points d'amélioration suivants sont les cas les plus fréquents :
- Les titres sont pré-formatés par le logiciel. Ils ne sont ni en capitales, ni en gras.
- Le texte ne doit pas être écrit en capitales (les noms de famille non plus), ni en gras, ni en italique, ni en « petit »…
- Le gras n'est utilisé que pour surligner le titre de l'article dans l'introduction, une seule fois.
- L'italique est rarement utilisé : mots en langue étrangère, titres d'œuvres, noms de bateaux, etc.
- Les citations ne sont pas en italique mais en corps de texte normal. Elles sont entourées par des guillemets français : « et ».
- Les listes à puces sont à éviter, des paragraphes rédigés étant largement préférés. Les tableaux sont à réserver à la présentation de données structurées (résultats, etc.).
- Les appels de note de bas de page (petits chiffres en exposant, introduits par l'outil «  Source ») sont à placer entre la fin de phrase et le point final[comme ça].
- Les liens internes (vers d'autres articles de Wikipédia) sont à choisir avec parcimonie. Créez des liens vers des articles approfondissant le sujet. Les termes génériques sans rapport avec le sujet sont à éviter, ainsi que les répétitions de liens vers un même terme.
- Les liens externes sont à placer uniquement dans une section « Liens externes », à la fin de l'article. Ces liens sont à choisir avec parcimonie suivant les règles définies. Si un lien sert de source à l'article, son insertion dans le texte est à faire par les notes de bas de page.
- La présentation des références doit suivre les conventions bibliographiques. Il est recommandé d'utiliser les modèles {{Ouvrage}}, {{Chapitre}}, {{Article}}, {{Lien web}} et/ou {{Bibliographie}}. Le mode d'édition visuel peut mettre en forme automatiquement les références.
- Insérer une infobox (cadre d'informations à droite) n'est pas obligatoire pour parachever la mise en page.

Pour une aide détaillée, merci de consulter Aide:Wikification.
Si vous pensez que ces points ont été résolus, vous pouvez retirer ce bandeau et améliorer la mise en forme d'un autre article.
Monique Bertrand est une architecte belge née en 1935 à Etterbeek. Elle étudie et travaille presque toute sa vie à Bruxelles et conçoit dans un style fonctionnaliste. Elle travaille ensuite avec l'architecte Jacques Goossens-Barra, également son mari.

## Etudes et carrière
Bertrand obtient son diplôme d'architecte en 1958 à La Cambre. Après avoir obtenu son diplôme, elle travaille pour Montois à Bruxelles et Grosset-Grange à Paris.
Monique Bertrand commence sa carrière professionnelle par la collaboration sur la Tour du Midi à Bruxelles en 1960. Ce projet est commandé par l'Office national des pensions des employés et compte un grand ensemble de bureaux. Ce bâtiment moderniste, fait d'acier et de verre, est avec ses 150 mètres de hauteur la plus haute tour de Belgique et se situe en face de la gare du Midi. La collaboration prend fin en 1962 lorsque la construction de la tour s’achève. De 1962 à 1963, Bertrand travaille également avec l'architecte belge Robert Puttemans pour créer un nouveau bâtiment pour l'Institut de sociologie de l'Université libre de Bruxelles. Le bâtiment moderniste devient une partie du campus Solbosch sur la Johannalaan. Une publication du bâtiment se trouve dans la revue Architecture (no 84, 1968, p. 198).
À partir de 1964, elle s’associe à l'architecte Goossens-Bara à Paris. L'un des projets les plus importants qu'ils réalisent ensemble est l'aménagement de la lisière de la forêt de Sonian avec l'architecture d'entreprise, y compris le plan de la route Terhulpseseenweg.

## Œuvre
La grande majorité de ses œuvres se situent dans la région de Watermael-Boitsfort, Ixelles et Saint-Gilles et s'expriment dans un style fonctionnaliste. Il est question ci-dessous de deux œuvres publiées dans les magazines d'architecture La Maison et Architecture et de ses réalisations conjointes avec Goossens-Bara :
Crèche Les Roitelets

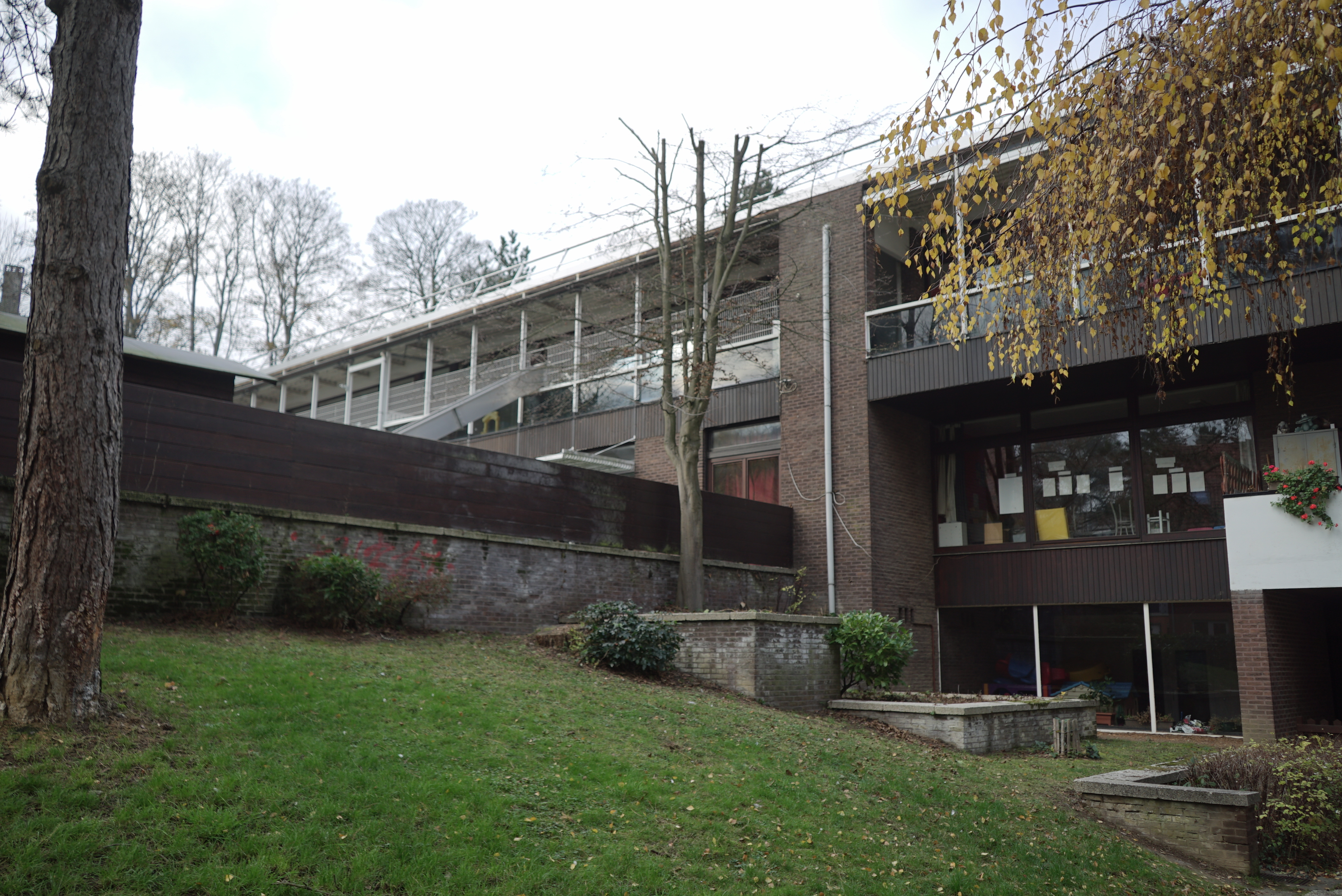
Crèche Les Roitelets : Façade sud côté droit avec vue sur le sous-sol qui contient à l'origine l'entrée de la crèche pour les parents et la direction.

Malgré son emplacement au centre de Watermael-Boitsfort, la pépinière ne se remarque pas immédiatement. Le bâtiment se situe à quelques dizaines de mètres de la rue et on doit y accéder par un chemin privé. Le terrain boisé et l'éloignement de la rue permettent aux enfants de jouer en toute tranquillité,,.
Le bâtiment est à l'origine divisé en zones pour 3 groupes d'âge et compte également une subdivision organisationnelle pour les parents, la direction et le personnel. Ceci, ainsi que le site en pente, permet d'accueillir les installations sanitaires et l'entrée du personnel sur la façade nord. Les zones de circulation sont placées au centre, avec un accès pour les parents et la direction au niveau du sol. Les espaces de jeu et de sommeil des enfants sont orientés au sud autant que possible et donnent sur la cour de récréation avec une correction pour la lumière du soleil sous la forme d'auvents en acier au rez-de-chaussée et d'une terrasse couverte au premier étage. Logiquement, le choix a été fait de loger les plus âgés au rez-de-chaussée afin qu'ils aient un accès direct au jardin, les plus jeunes étant au premier étage.

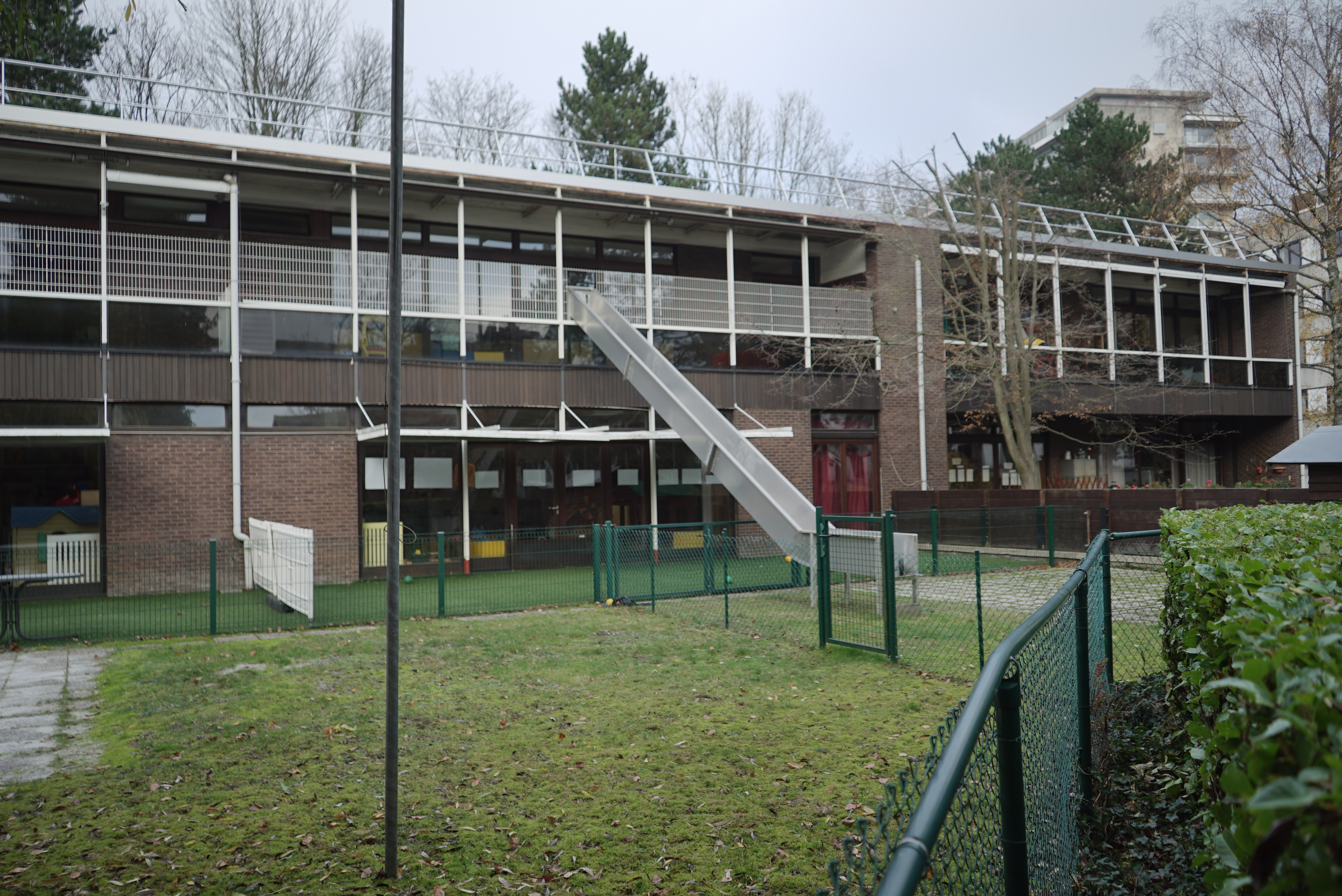
Crèche Les Roitelets : Façade sud côté gauche donnant sur le jardin relié aux aires de jeux au rez-de-chaussée et au premier étage.

Immeubles de bureaux Chaussée de la Hulpe
L'ordre de construire le complexe de bureaux situé à la Chaussée de la Hulpe no 61 (anciennement Chaussée de la Hulpe no 120) est donné par la famille Blaton,. Cette dernière spécule que la Chaussée de la Hulpe deviendra un site important pour le développement d'activités tertiaires motivées par sa situation d'artère majeure vers Bruxelles. L'autorisation de construire des villas individuelles sur Solvay Sport est accordée, mais la société renonce à cette autorisation en 1963, préférant construire un complexe de bureaux. L'immeuble de bureaux est construit en 66-67.
Il faut prévoir une certaine souplesse dans la conception afin que certaines parties du bâtiment puissent être louées aux entreprises qui souhaitaient s'y installer. Cette exigence, associée à la volonté de Solvay Sport de maintenir une relation visuelle directe avec la forêt de Sonian, conduit Bertrand et Goossens-Bara à diviser le bâtiment en deux volumes austères reliés par une galerie ouverte. En donnant aux deux bâtiments des hauteurs différentes, ils créent un gabaret qui offre une vue sur les complexes sportifs voisins de Solvay et répond également aux exigences de l'urbanisme. La galerie jouxte un groupe d'arbres, ce qui crée l'atmosphère d'un maquis et la forêt devient également une partie visuelle du complexe. L'ensemble est donc rationnel, fonctionnel et offre des avantages économiques d'une part, et d'autre part forme un tout avec l'environnement naturel. Le contraste entre la verdure de la forêt et les panneaux de béton brut et rigide de la façade suscite l'intérêt et conduit le magazine Architecture à mettre le complexe en couverture de son édition de 1968.
Crèche et l’école gardienne "Les Petits Poneys" (Ixelles, 1967-1969)
La crèche et l’école gardienne « Les Petits Poneys » se situent au numéro 1 du Clos du Cheval d’Argent à Ixelles.
Elles sont construites entre 1967 et 1969 en collaboration avec les architectes Jacques Goossens-Bara, Thierry et Frédérique Hoet-Seger dans un style fonctionnaliste. En 2007, le bâtiment qu’occupait la crèche a subi de grandes transformations. Les locaux sont alors déplacés dans des préfabriqués situés avenue d’Italie, à 750 mètres du site d’origine. En 2013, la crèche a rouvert. Elle présente à ce jour (2021) une nouvelle façade contemporaine en briques de ciment et en lattages de bois.

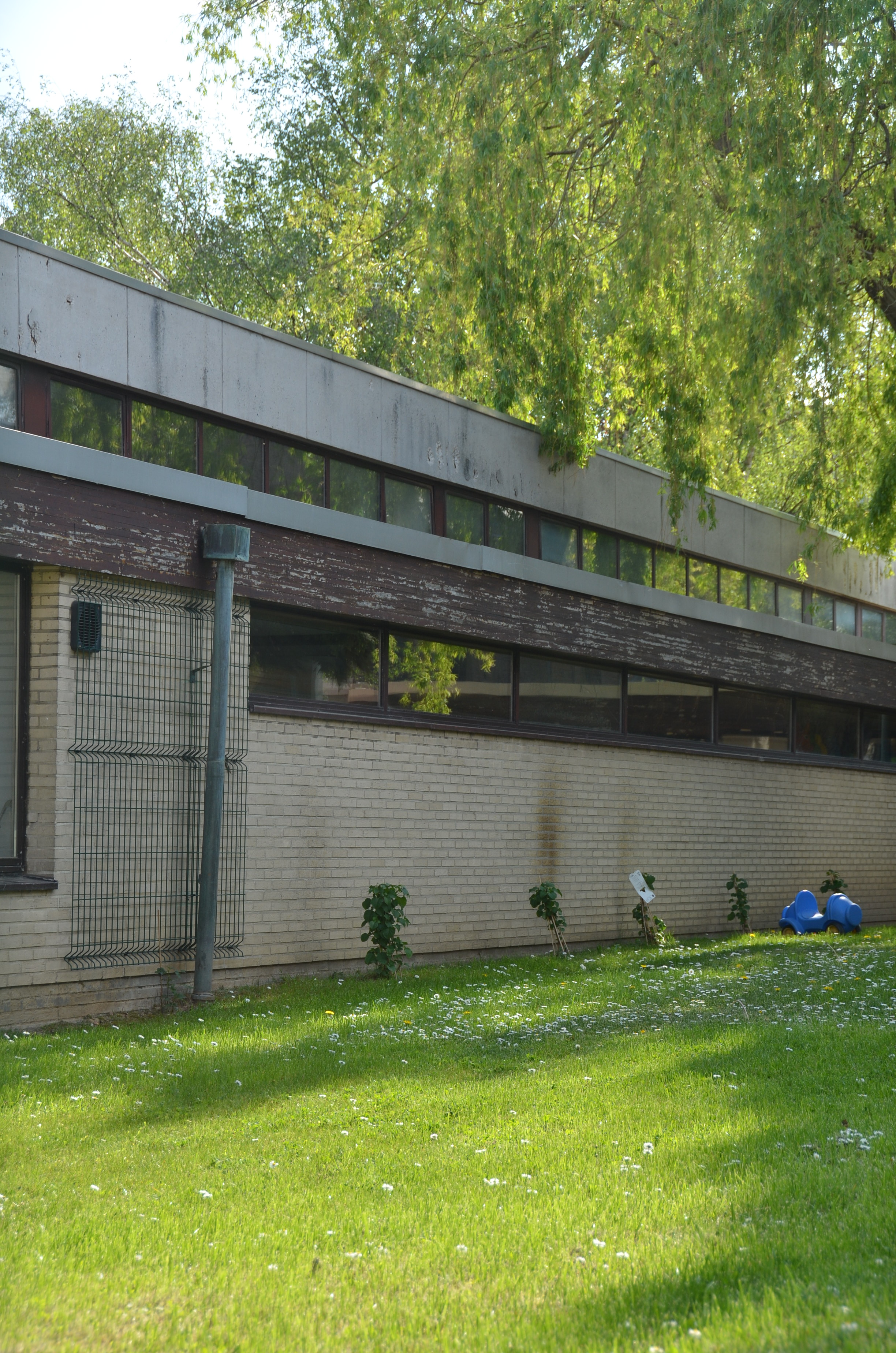
Toiture côté nord de l'école gardienne « Les Petits Poneys ».

L’école gardienne « Les Petits Poneys » compte de grandes fenêtres au niveau du rez-de-chaussée donnant sur la cour de récréation et placées à une cinquantaine de centimètres du sol afin de permettre aux enfants d’avoir une vue sur l’extérieur. Ses grandes baies sont surmontées d’auvents métalliques fixes composés de plusieurs barres parallèles qui laissent passer la lumière par intervalles réguliers. Ses auvents retenus par des tirants métalliques longent toute la façade sud du bâtiment. Ce système permet aux classes orientées sud de garder une température idéale toute l’année. La toiture sur deux niveaux se dresse en pentes parallèles qui se soulèvent au nord afin d’offrir de la lumière naturelle dans les espaces de circulation. Le décalage de toiture au côté nord permet d'apporter de la lumière dans les espaces de circulation,.

### Sélection d'autres œuvres
- Commissariat de police (Saint-Gilles, 1976) en collaboration avec l'architecte Goossens-Bara[10].
- Résidences Toscane, Piémont et Romagne (Ixelles, années 1970) en collaboration avec l'architecte Goossens-Bara[11].

## Récompenses
En 1971, elle est lauréate du concours d'architecture de la province du Brabant.
Elle obtient en 1980 le deuxième prix d'un concours organisé par le CPAS de Bruxelles : le logement social du troisième âge, avec son œuvre sur le boulevard Anspach.
Pour la restauration des écuries de la Hoge Huis à Watermael-Boitsfort, elle se voit offrir un prix de la Fondation Julien et Laure Vanhove-Vonneche en 1981.